# Сітрес (Каліфорнія)
Сітрес (англ. Citrus) — переписна місцевість (CDP) в США, в окрузі Лос-Анджелес штату Каліфорнія. Населення — 10 243 особи (2020).

## Географія
Сітрес розташований за координатами 34°6′39″ пн. ш. 117°53′30″ зх. д. / 34.11083° пн. ш. 117.89167° зх. д. (34.110752, -117.891734).  За даними Бюро перепису населення США в 2010 році переписна місцевість мала площу 2,30 км², з яких 2,30 км² — суходіл та 0,00 км² — водойми.

## Демографія
Згідно з переписом 2010 року, у переписній місцевості мешкало 10 866 осіб у 2615 домогосподарствах у складі 2195 родин. Густота населення становила 4722 особи/км².  Було 2701 помешкання (1174/км²).
Расовий склад населення:
| - 54,3 % — білих - 7,9 % — азіатів - 2,2 % — чорних або афроамериканців - 1,1 % — корінних американців - 30,4 % — осіб інших рас |

До двох чи більше рас належало 4,1 %. Частка іспаномовних становила 72,8 % від усіх жителів.
За віковим діапазоном населення розподілялося таким чином: 28,4 % — особи молодші 18 років, 63,8 % — особи у віці 18—64 років, 7,8 % — особи у віці 65 років та старші. Медіана віку мешканця становила 30,7 року. На 100 осіб жіночої статі у переписній місцевості припадало 102,2 чоловіків;  на 100 жінок у віці від 18 років та старших — 101,1 чоловіків також старших 18 років.
Середній дохід на одне домашнє господарство  становив 69 870 доларів США (медіана — 60 553), а середній дохід на одну сім'ю — 72 413 долари (медіана — 63 860). Медіана доходів становила 36 079 доларів для чоловіків та 30 563 долари для жінок. За межею бідності перебувало 13,9 % осіб, у тому числі 19,9 % дітей у віці до 18 років та 9,8 % осіб у віці 65 років та старших.
Цивільне працевлаштоване населення становило 4805 осіб. Основні галузі зайнятості: освіта, охорона здоров'я та соціальна допомога — 17,5 %, роздрібна торгівля — 15,7 %, виробництво — 14,5 %.